# Истопная (Вологодская область)
Истопная — деревня в Великоустюгском районе Вологодской области.
Входит в состав Верхнешарденгского сельского поселения, с точки зрения административно-территориального деления — в Верхнешарденгский сельсовет.
Расстояние по автодороге до районного центра Великого Устюга — 60,5 км, до центра муниципального образования Верхней Шарденьги — 14 км. Ближайшие населённые пункты — Москвин Починок, Якушино, Загорье.
По данным переписи в 2002 году постоянного населения не было.